# Scombrolabrax heterolepis
Scombrolabrax heterolepis hay cá thu âu vây dài (tiếng Anh: longfin escolar) là một loài cá biển, duy nhất trong chi Scombrolabrax và họ Scombrolabracidae.

## Từ nguyên
Scombrolabrax bắt nguồn từ tiếng Hy Lạp cổ σκόμβρος (skómbros) nghĩa là cá thu (Scomber scombrus) và λάβραξ (lábrax) nghĩa là cá vược biển.

## Phân bố
S. heterolepis được tìm thấy ở Ấn Độ Dương, Thái Bình Dương và Đại Tây Dương, ngoại trừ miền đông Thái Bình Dương và đông nam Đại Tây Dương. Ban đầu nó được mô tả từ phía nam Madeira. Nó được tìm thấy ở độ sâu từ 130–1.374 mét (427–4.508 ft) và trung tâm của sự phổ biến là dưới 1.000 mét (3.300 ft). Khu vực sinh sống là biển cận nhiệt đới và nhiệt đới; 39°B - 35°N, 98°T - 168°Đ.
Ở phía tây bắc Đại Tây Dương, S. heterolepis được tìm thấy từ Guiana thuộc Pháp và vịnh Mexico đến ngoài khơi hẻm vực Toms và núi ngầm Bear cũng như về phía nam đến miền nam Brasil. Một mẫu vật gần đây đã được ghi nhận ở vùng biển Ấn Độ, ở biển Ả Rập ngoài khơi Trivandrum, cũng như ngoài khơi phía đông châu Phi và Seychelles. Ngoài ra còn có các ghi chép từ Kenya, Tanzania và Mozambique. Tại Nhật Bản và Đài Loan, ghi nhận đầu tiên tương ứng là năm 2013 và 2019.
Nó được quan sát thấy trong vùng lân cận của các núi ngầm, nơi nó là một phần của tập hợp cá gần đáy, được nhìn thấy lơ lửng cách đáy khoảng 0,5 m. S. heterolepis được tìm thấy sinh sống ở rìa thềm lục địa và dốc lục địa ở độ sâu từ 100–900 mét (330–2.950 ft).

## Đặc điểm
S. heterolepis đạt kích thước tối đa là 30 cm chiều dài tiêu chuẩn (SL). Vây lưng: tia gai 12, tia mềm: 14-16. Vây hậu môn: tia gai 2-3, tia mềm: 16-18. Vây ngực: 18. Vây bụng: tia gai 1, tia mềm 5. Đốt sống: 30. Vảy trên đường bên: 50. Lược mang: 12 + 7. Các chỉ số đo đạc hình thái (% SL): Chiều dài đầu 33,1. Chiều dài mõm 9,2. Đường kính mắt 11,1. Chiều rộng liên hốc mắt 7,4. Chiều sâu thân tối đa 22,1. Chiều rộng thân tối đa 11,7. Chiều dài cuống đuôi 13,4. Chiều sâu cuống đuôi 7,5. Cơ thể ép dẹp và thuôn dài vừa phải. Mặt lưng nhô cao vừa phải từ chóp mõm đến gốc vây lưng đầu tiên, sau đó dốc nhẹ về điểm cao nhất của gốc vây đuôi. Mặt bụng dốc từ chóp hàm dưới đến điểm chèn vây bụng, sau đó song song với trục cơ thể đến gốc vây hậu môn trước khi hơi nâng lên tới điểm thấp nhất của gốc vây đuôi. Đầu mập, ép và với đường viền hình tam giác. Chóp phía sau của hàm trên kéo dài hơi vượt ra ngoài so với đường thẳng đứng đi qua tâm mắt. Cả hai hàm đều có một hàng răng giống như răng nanh. Một cặp răng nanh lớn ở phần trước của hàm dưới. Xương lá mía hình chữ V, với một số răng nhỏ, hình nón. Tấm vòm miệng không răng. Lưỡi không răng. Đôi mắt to, với mống mắt màu đen, thuôn tròn. Hai lỗ mũi giống như khe hở, gần nhau và nằm phía trước mắt. Hàm dưới nhô ra, điểm xa nhất về phía trước hơi nằm phía trước hàm trên. Rìa sau của xương trước nắp mang nhẵn. Góc và mép dưới của xương trước nắp mang có khía răng cưa. Xương nắp mang với 2 gai lớn nằm dưới 4 gai nhỏ hơn. Vùng dưới của mép sau và rìa dưới của xương trước nắp mang có khía răng cưa. Điểm cao nhất của chỗ chèn vây ngực hơi ở phía sau so với điểm phía sau nhất của nắp mang; chóp phía sau nhọn, vươn tới đường thẳng đứng qua gốc của tia gai vây lưng thứ 12 và hậu môn, nhưng không đi qua gốc vây hậu môn. Điểm phía trước nhất của chỗ chèn vây bụng hơi ở phía sau so với điểm cao nhất của chỗ chèn vây ngực. Điểm phía sau nhất của chỗ chèn vây bụng hơi ở phía sau điểm thấp nhất của chỗ chèn vây ngực. Chóp phía sau của vây bụng ép lõm xuống vươn tới đường thẳng đứng đi qua điểm gốc của tia gai vây lưng thứ 5 (không tới hậu môn). Gốc vây lưng ở phía sau so với điểm ở phía sau nhất của chỗ chèn vây bụng. Mặt cắt của vây lưng lõm sâu giữa vây lưng thứ nhất và vây lưng thứ hai. Tia gai vây lưng cuối cùng ngắn hơn rõ ràng so với tia mềm thứ nhất vây lưng thứ hai. Gốc của vây lưng thứ hai nằm ngay trên gốc của vây hậu môn. Gốc vây hậu môn ở phía trước điểm gốc vây lưng thứ hai. Phần gốc vây hậu môn kết thúc ngay phía dưới gốc tia mềm vây lưng thứ 14. Vây đuôi chẻ và cuống đuôi không gờ. Vảy hình xicloit, dễ rụng, có kích thước và hình dạng bất thường. Màng mang, cơ eo và mặt bụng của hàm dưới có vảy. Điểm phía trước nhất của vùng có vảy trước lưng vươn tới đường thẳng đứng đi qua lỗ mũi trước. Hàm trên, mặt bên của hàm dưới và vùng xung quanh các lỗ mũi không vảy. Hậu môn hình bầu dục, nằm phía trước gốc vây hậu môn. Giả mang với 33 sợi. Tất cả các lược mang trên và 2 lược mang dưới ở phía trước nhất ở dạng thô sơ. Đường bên không liên tục, chạy gần đường viền lưng và kết thúc ngay dưới gốc tia vây lưng thứ 12. Màu cơ thể đồng nhất màu từ nâu nhạt tới nâu sẫm, mặc dù phần dưới của bụng và nắp mang có màu nâu ánh đen. Các tia vây lưng, vây hậu môn và vây bụng tối màu. Các tia vây ngực trong mờ. Mống mắt màu trắng bạc ánh vàng. Đồng tử màu đen.

## Họ hàng
Scombrolabracidae từng được đặt trong bộ Perciformes, nhưng vị trí thì liên tục thay đổi, với các tác giả xếp nó trong các phân bộ Scombroidei, Percoidei và Trichiuiroidei hay phân bộ riêng của chính nó là Scombrolabracoidei hoặc thậm chí thành bộ riêng như trong Nelson (2016) là Scombrolabraciformes.
Phân tích phát sinh chủng loài phân tử gần đây đặt loài này trong bộ Scombriformes; với mối quan hệ họ hàng gần với Gempylidae và Trichiuridae.

## Sử dụng
Chúng được tìm thấy trong dạ dày của cá ngừ, cá cờ, cá kiếm, cá thu rắn lớn v.v., nhưng chi tiết về sinh học của loài này vẫn chưa được biết rõ. Nó hiện nay không được đánh bắt vì mục đích thương mại và chỉ được đánh bắt rất tình cờ bằng lưới kéo. Nó cũng được đánh bắt ngẫu nhiên bằng câu giăng dây dài, tuy nhiên điều này không có khả năng được tận dụng.